# Destination Terra
Destination Terra (地球へ…, Terra e…) est une série de shōnen manga de Keiko Takemiya paru de janvier 1977 à mai 1980. La version française est éditée par naBan Éditions en 2021.
Une première adaptation sous la forme d'un film d'animation est sorti le 26 avril 1980 et une deuxième sous forme d'une série télévisée animée de vingt-quatre épisodes diffusée du 7 avril 2007 au 22 septembre 2007 au Japon. La série propose un mélange d'un style graphique ancien mélangé aux techniques d'animation actuelles.

## Histoire
L'action de Destination Terra se déroule dans un avenir lointain. L'humanité a dû migrer sur d'autres planètes à la suite de la dégradation écologique de la Terre.
À force de vouloir développer l'industrie au détriment de la nature, l'humanité a finalement réussi à rendre la Terre inhabitable. Les rares survivants créèrent alors un nouveau gouvernement du nom de Superior Domination et quittèrent leur planète natale. Pour éviter les erreurs du passé un nouveau système strict, appelé "Contrôle Universel", a été mis en place. En effet pour atteindre la société parfaite, les naissances sont régulées et chaque enfant le jour de ses 14 ans est soumis à un test de maturité. Si l'examen est réussi, l'enfant devient adulte et est livré à lui-même.
Vivant dans l'un de ces nouveaux mondes, Jomy Marquis Shin est un adolescent assez turbulent et faisant systématiquement le même rêve. Il y voit toujours une jeune voyante parlant à un homme à propos du futur du peuple de Mü. Le jour de son contrôle de maturité, il se rend compte que la première phase de ce dernier consiste à effacer la totalité de sa mémoire. Alors que le processus d'effacement est en cours, l'homme de ses rêves apparaît et l'aide à s'échapper. Il apprend à Jomy qu'il fait partie tout comme lui du peuple de Mü et que celui-ci est un peuple issu de l'humanité mais qui, contrairement aux humains, possède des pouvoirs psychiques. Ne rentrant pas dans les plans du "Contrôle Universel", les autorités tentent de les éliminer. Considéré comme étant « l’élu » du peuple Mü, Jomy devra lutter contre le gouvernement. Il verra que, derrière ce système qui tente d'atteindre une utopie, se cache finalement une vérité bien sombre où les sentiments n'ont pas leur place...

## Personnages

### Personnages principaux
- Jomy Marquis Shin (ジョミー・マーキス・シン, Jomī Mākisu Shin?)
- Keith Anyan (キース・アニアン, Kīsu Anian?)
- Soldier Blue (ソルジャー・ブルー, Sorujā Burū?)
- Tony (トォニィ, Toonii?)
- Physis (フィシス, Fishisu?)
- Jonah Matsuka (ジョナ・マツカ, Jona Matsuka?)
- Seki Ray Shiroe (セキ・レイ・シロエ, Seki Rei Shiroe?)

### Mu
- Harley (ハーレイ, Hārei?)
- Leo (リオ, Rio?)
- Carina (カリナ, Karina?)

### Humains
- Sam Houston (サム・ヒューストン, Samu Hyūsuton?)
- Swena Dalton (スウェナ・ダールトン, Suvena Dāruton?)
- Serge Sturgeon (セルジュ・スタージョン, Seruje Sutājon?)

## Manga

### Manga original (1977-1980)
Terra e (地球へ…) est un shōnen manga écrit par Keiko Takemiya. Il est prépublié au Japon dans le magazine Gekkan Manga Shōnen de la maison d'édition Asahi Sonorama du mois de janvier 1977 à mai 1980 et est compilé en cinq tomes. À l'occasion de l'adaptation du manga en série d'animation le 6 avril 2007, Square Enix réédite l'intégralité du manga au Japon. La même année, le manga est traduit et publié en Amérique du nord par Vertical Inc. sous le nom To Terra. La version française est éditée par naBan Éditions depuis 2021.
| no | Seconde édition japonaise | Seconde édition japonaise | Édition française | Édition française |
| no | Date de sortie            | ISBN                      | Date de sortie    | ISBN              |
| -- | ------------------------- | ------------------------- | ----------------- | ----------------- |
| 1  | 6 avril 2007              | 978-4757520097            | 16 juillet 2021   | 9782380600179     |
| 2  | 6 avril 2007              | 978-4757520103            | 29 octobre 2021   | 9782380600193     |
| 3  | 6 avril 2007              | 978-4757520110            | 25 février 2022   | 9782380600216     |

### Prélude (2007-2008)
Terra e… ~Aoki Kōbō no Keith~ (地球へ… ～青き光芒のキース～, Terra e... ~Aoki Kōbō no Kīsu) est un manga dessiné par Fumino Hayashi à partir de l'histoire originale de Keiko Takemiya. Il est prépublié par le magazine GFantasy de Square-Enix en 2007 et est compilé en deux tomes, sortis respectivement le 27 septembre 2007 et le 26 avril 2008.
Il s'agit d'un prélude à l'histoire du manga original. Il est centré sur le personnage de Keith Anyan.
| no | Liste des tomes sortis au Japon | Liste des tomes sortis au Japon |
| no | Date de sortie                  | ISBN                            |
| -- | ------------------------------- | ------------------------------- |
| 1  | 27 septembre 2007               | 978-4757521193                  |
| 2  | 26 avril 2008                   | 978-4757522732                  |

## Anime

### Film d'animation

#### Synopsis
Dans le futur, un ordinateur central contrôle tous les aspects de la vie humaine et la société, même la naissance.
Jomy Mark Shin est un garçon vivant dans une lointaine colonie spatiale considérée à tort comme étant la Terre par ses habitants, se retrouvent isolé à cause de son comportement erratique. Il apprend qu’il est un Mu, une race mutante dotée de pouvoirs télépathiques et contraint à l'exil et l’extermination par le Système centrale. Jomy est sauvé par un groupe rebelle dirigé par Mu par Soldier Blue, qui lui demandent de devenir leur chef.
Jomy doit désormais lutter pour la survie du peuple Mu et pour retourner sur Terre. Cependant, les forces humaines dirigées par l'officier d'élite, Keith Anyan, sous les ordres directs de l'ordinateur central rendent le retour périlleux.

#### Fiche technique
- Titre : Terra e…
- Réalisation : Hideo Onchi
- Scénario : Chiho Shioda Hideo Onchi
- Musique : Masaru Sato
- Pays d'origine :  Japon
- Année de production : 1980
- Genre : Science-fiction
- Durée : 115 minutes
- Dates de sortie : 1994 (US)

### Série télévisée

#### Fiche technique
- Titre : Toward the Terra (地球へ…, Terra e?)
- Adaptation du manga de : Keiko Takemiya
- Genres : science-fiction, drame, espace
- Réalisateur : Osamu Yamasaki
- Musique : Yasuharu Takanashi
- Character design : Nobuteru Yūki
- Coloriste : Yuko Kanemaru
- Directeur artistique : Shunichiro Yoshiwara
- Série animée par : Minamimachi Bugyōsho, Tōkyō Kids
- Maisons de production : Aniplex, MBS, SKY Perfect Well Think
- Producteurs : Ai Abe, Hiroshi Morotomi, Norihiro Hayashida
- Première diffusion : 7 avril 2007
- Nombre d'épisodes : 24
- Durée épisodes : 24 minutes
- Pays de production : Japon

#### Liste des épisodes
L'anime n'a pas été traduit en français, les titres français sont des transcriptions littérales.
| No | Titre français                  | Titre japonais     | Titre japonais         | Date de 1re diffusion |
| No | Titre français                  | Kanji              | Rōmaji                 | Date de 1re diffusion |
| -- | ------------------------------- | ------------------ | ---------------------- | --------------------- |
| 01 | Le jour de l'éveil              | 目覚めの日         | Mezame no hi           | 7 avril 2007          |
| 02 | Le vaisseau Mû                  | ミュウの船         | Myū no fune            | 14 avril 2007         |
| 03 | Ataraxia                        | アタラクシア       | Atarakushia            | 21 avril 2007         |
| 04 | Retour de l'espace              | 宙からの帰還       | Sora kara no kikan     | 28 avril 2007         |
| 05 | Saut de la mort                 | 死の跳躍           | Shi no chōyaku         | 5 mai 2007            |
| 06 | Station E-1077                  | ステーションE-1077 | Sutēshon E-1077        | 12 mai 2007           |
| 07 | Shiroe de la rébellion          | 反逆のシロエ       | Hangyaku no Shiroe     | 19 mai 2007           |
| 08 | Cœur tremblant                  | 震える心           | Furueru kokoro         | 26 mai 2007           |
| 09 | Pensée inatteignable            | 届かぬ思い         | Todokanu omoi          | 2 juin 2007           |
| 10 | L'étoile de la liberté          | 逃れの星           | Nogare no hoshi        | 9 juin 2007           |
| 11 | L'enfant de Nazca               | ナスカの子         | Nasuka no ko           | 16 juin 2007          |
| 12 | Le Mû solitaire                 | 孤独なるミュウ     | Kodoku Naru Myū        | 23 juin 2007          |
| 13 | Ce qui se cache dans la planète | 星に潜むもの       | Hoshi ni Hisomu Mono   | 30 juin 2007          |
| 14 | Mémoire identique               | 同じ記憶           | Onaji Kioku            | 7 juillet 2007        |
| 15 | Un présage de changement        | 変動の予兆         | Hendō no Yochō         | 14 juillet 2007       |
| 16 | Yeux rouges, planète bleue      | 赤い瞳 蒼い星      | Akai Hitomi, Aoi Hoshi | 21 juillet 2007       |
| 17 | L'éternité et le mirage chaud   | 永遠と陽炎と       | Eien to Kagerō to      | 28 juillet 2007       |
| 18 | Réunion sur Artemisia           | 再会のアルテメシア | Saikai no Arutemeshia  | 4 août 2007           |
| 19 | Les places respectives          | それぞれの場所     | Sorezore no Basho      | 11 août 2007          |
| 20 | La veille de la bataille        | 決戦前夜           | Kessen Zen'ya          | 18 août 2007          |
| 21 | La mémoire des étoiles          | 星屑の記憶         | Hoshikuzu no Kioku     | 1 septembre 2007      |
| 22 | La vie qui se fane              | 暮れる命           | Kureru Inochi          | 8 septembre 2007      |
| 23 | Vers la Terre                   | 地球へ             | Chikyū e               | 15 septembre 2007     |
| 24 | La colline verte de Terra       | 地球の緑の丘       | Tera no Midori no Oka  | 22 septembre 2007     |

#### Musique
La musique de la série animée a été composée par Yasuharu Takanashi et a été commercialisée en deux albums.

##### Génériques
| Opening (générique d'ouverture) | Episodes | Titre            | Artiste          |
| ------------------------------- | -------- | ---------------- | ---------------- |
| 1                               | 1 - 13   | Endscape         | UVERworld        |
| 2                               | 14 - 24  | Jet Boy Jet Girl | Hitomi Takahashi |
| Ending (générique de fin)       |          |                  |                  |
| 1                               | 1 - 13   | Love is...       | Miliyah Katō     |
| 2                               | 14 - 24  | This Night       | Chemistry        |

Le thème musical de Love is... est le Canon de Pachelbel.

## Récompenses
Le manga original permit à Keiko Takemiya de gagner deux prix :
- 1978 : Seiun Award pour le meilleur manga de l'année.
- 1980 : Prix Shōgakukan dans la catégorie Shōnen.